# تنظيف بالبخار

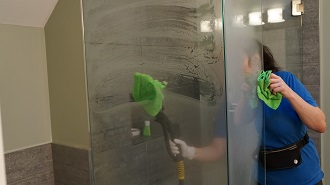

التنظيف بالبخار (بالإنجليزية: Steam cleaning)‏ هو استخدام البخار في الغسل والتنظيف. ويستخدم في العديد من التطبيقات الداخلية مثل تنظيف الأرضيات والمنازل، وتطبيقات صناعية أخرى مثل إزالة الشحوم والقاذورات من المحركات. كما يستخدم في تنظيف الأفران، فهو بديل آمن للأفران ذاتية التنظيف.